# Governo Kim Jae-ryong
Il governo Kim Jae-ryong è il quindicesimo esecutivo della Repubblica Popolare Democratica di Corea. È entrato in carica l'11 aprile 2019, col sostegno del Fronte Democratico per la Riunificazione della Patria.

## Appoggio parlamentare
| Assemblea popolare suprema | Assemblea popolare suprema                                               | Seggi |
| -------------------------- | ------------------------------------------------------------------------ | ----- |
|                            | Fronte Democratico per la Riunificazione della Patria Totale maggioranza | 682   |
|                            | Chongryon Totale opposizione                                             | 5     |
| Totale                     | Totale                                                                   | 687   |